# Квартира
Кварти́ра (от нем. Quartier) — один из видов жилого помещения, состоящий из одной или нескольких смежных комнат, в некоторых случаях с отдельным наружным входом (выходом), составляющее отдельную часть дома (многоквартирного).
В другом источнике указано что Кварти́ра ж. помещение для людей, жилье, жилище; покои с принадлежностями, занимаемые кем-либо. По жилищному законодательству Российской Федерации, квартира — это структурно обособленное помещение в многоквартирном доме, обеспечивающее возможность прямого доступа к помещениям общего пользования в таком доме и состоящее из одной или нескольких комнат, а также мест дополнительного использования, предназначенных для удовлетворения хозяйственно‑бытовых и иных нужд граждан, связанных с их проживанием в таком помещении. Сами квартиры являются частной собственностью или служебным жильем каждого гражданина. Владелец квартиры получает доступ к общедоступным коридорам, лестницам или же другим помещениям дома или здания.

## Типы квартир и их характеристики
- Коммунальная квартира — характерный для СССР, особенно до середины 1950-х годов вид квартир, в которых проживало две или более семей. Как правило, в таких квартирах находились только одна кухня и один санузел. В настоящее время многие коммунальные квартиры ликвидированы.
- Студия (англ. efficiency или англ. bachelor style apartment) – это небольшие квартиры, которые, как правило, состоят из одной комнаты, совмещённой с кухней и санузла, как правило санузел совмещённый, помимо унитаза и умывальника есть только душевая кабинка, ванны нет. В некоторых источниках используется название сингл-флэт (англ. Single-flat). Данный вид планировок был популярен в Европе и США, особенно среди творческой молодёжи в середине XX века. В России такие квартиры появились существенно позже. Такая недвижимость предоставляет широкие возможности для самореализации.
- Полноценные квартиры с различными видами планировок. В последнее время набирает популярность планировка Double-flat. Основной идеей планировки Double-flat является функциональность в сочетании с комфортом. Как правило, такой формат предполагает объединенное пространство кухни и гостиной, реже гостиной и коридора. При этом спальные комнаты отделены межкомнатными перегородками.
- Загородные квартиры — как правило, квартиры в таун-хаусах.